# Téké-tsaayi
Pour les articles homonymes, voir Teke.
 (mai 2025).
Le teke-tsaayi, aussi appelé  getsaayi, téké de l’Ouest ou téké occidental, est une langue bantoue parlée en république du Congo.